# Солнечные колибри
Солнечные колибри (лат. Phaethornis) — род птиц семейства колибри.

## Виды
Международный союз орнитологов выделяет 27 видов:
- Черногорлый солнечный колибри (Phaethornis squalidus (Temminck, 1822))
- Phaethornis rupurumii Boucard, 1892[a]
- Крошечный солнечный колибри (Phaethornis longuemareus (Lesson, 1832))
- Phaethornis aethopygus Zimmer, 1950
- Малый коричневогорлый солнечный колибри (Phaethornis idaliae (Bourcier & Mulsant, 1856))
- Коричневогорлый солнечный колибри (Phaethornis nattereri Berlepsch, 1887)
- Солнечный колибри Маргарета (Phaethornis atrimentalis Lawrence, 1858)[5]
- Phaethornis striigularis Gould, 1854
- Серогорлый солнечный колибри (Phaethornis griseogularis Gould, 1851)
- Краснобрюхий солнечный колибри (Phaethornis ruber (Linnaeus, 1758))
- Белобровый солнечный колибри (Phaethornis stuarti Hartert, 1897)
- Солнечный колибри Тодда (Phaethornis subochraceus Todd, 1915)
- Черношапочный солнечный колибри (Phaethornis augusti (Bourcier, 1847))
- Солнечный колибри Претра (Phaethornis pretrei (Lesson & Delattre, 1839))
- Чешуегорлый солнечный колибри (Phaethornis eurynome (Lesson, 1832))
- Светлобрюхий солнечный колибри (Phaethornis anthophilus (Bourcier, 1843))
- Белобородый солнечный колибри (Phaethornis hispidus (Gould, 1846))
- Синехвостый солнечный колибри (Phaethornis yaruqui (Bourcier, 1851))
- Серогрудый солнечный колибри (Phaethornis guy (Lesson, 1833))
- Коричневобрюхий солнечный колибри (Phaethornis syrmatophorus Gould, 1852)
- Phaethornis koepckeae Weske & Terborgh, 1977[b]
- Тонкоклювый солнечный колибри (Phaethornis philippii (Bourcier, 1847))
- Прямоклювый солнечный колибри (Phaethornis bourcieri (Lesson, 1832))
- Phaethornis mexicanus Hartert, EJO, 1897
- Длинноклювый солнечный колибри (Phaethornis longirostris (Delattre, 1843))[8]
- Солнечный колибри (Phaethornis superciliosus (Linnaeus, 1766))
- Длиннокрылый солнечный колибри (Phaethornis malaris (Nordmann, 1835))

## Комментарии
1. ↑  Сайт Xeno-canto для Phaethornis rupurumii  предлагает название "Солнечный колибри Рупуруна"[3]. Однако это двойная ошибка при исправлении опечатки или ошибки, запечатленной в оригинальном латинском названии. Видовое латинское название происходит от названия реки Rupununi в Гайане[4]
2. ↑  Сайт Xeno-canto предлагает для этого вида название Крошечный солнечный колибри[6], то же самое русское название на этом сайте предложено и для Phaethornis longuemareus[7]